# Гаи-Ростоцкие
Гаи-Ростоцкие (укр. Гаї-Розтоцькі) — село в Залозецкой поселковой общине Тернопольского района Тернопольской области Украины.
Код КОАТУУ — 6122681901. Население по переписи 2001 года составляло 1050 человек.
До 2020 года входило в Зборовский район.

## Географическое положение
Село Гаи-Ростоцкие находится в 1-м км от левого берега реки Серет,
выше по течению примыкает село Гаи-за-Рудою,
на расстоянии в 1,5 км от посёлка Залозцы.
Через село проходит автомобильная дорога Т-2013.

## История
- 1785 год — дата основания.

## Объекты социальной сферы
- Школа.
- Дом культуры.
- Фельдшерско-акушерский пункт.

## Достопримечательности
- Братская могила советских воинов.